# Ischnopteris illineata
Ischnopteris illineata är en fjärilsart som beskrevs av W. Warren 1909. Ischnopteris illineata ingår i släktet Ischnopteris och familjen mätare. Inga underarter finns listade i Catalogue of Life.